# 特呂格弗角
77°39′S 166°42′E / 77.650°S 166.700°E
特呂格弗角是南極洲的海岬，位於羅斯島西部，處於特克斯角西北面1.9公里，由英國探險隊繪入地圖，以挪威的滑雪專家命名。